# Przywódcy państw i terytoriów zależnych w 2006
Przywódcy państw i terytoriów zależnych w 2006 – lista przywódców państw i terytoriów zależnych w roku 2006

## Afryka
- Algieria
  - Prezydent – Abdelaziz Bouteflika, Prezydenci Algierii (1999–2019)
  - Premier –
    1. Ahmad Ujahja, Premierzy Algierii (2003–2006)
    2. Abdelaziz Belkhadem, Premierzy Algierii (2006–2008)

- Angola
  - Prezydent – José Eduardo dos Santos, Prezydenci Angoli (1979–2017)
  - Premier – Fernando da Piedade Dias dos Santos, Premierzy Angoli (2002–2008)

- Benin
  - Prezydent –
    1. Mathieu Kérékou, Prezydenci Beninu (1996–2006)
    2. Yayi Boni, Prezydenci Beninu (2006–2016)

- Botswana
  - Prezydent – Festus Mogae, Prezydenci Botswany (1998–2008)

- Brytyjskie Terytorium Oceanu Indyjskiego (terytorium zamorskie Wielkiej Brytanii)
  - Komisarz –
    1. Tony Crombie, Komisarze Brytyjskiego Terytorium Oceanu Indyjskiego (2004–2006)
    2. Leigh Turner, Komisarze Brytyjskiego Terytorium Oceanu Indyjskiego (2006–2008)

  - Administrator – Tony John Humphries, Administratorzy Brytyjskiego Terytorium Oceanu Indyjskiego (2005–2007)

- Burkina Faso
  - Prezydent – Blaise Compaoré, Prezydenci Burkina Faso (1987–2014)
  - Premier – Paramanga Ernest Yonli, Premierzy Burkina Faso (2000–2007)

- Burundi
  - Prezydent – Pierre Nkurunziza, Prezydenci Burundi (od 2005)

- Czad
  - Prezydent – Idriss Déby, Prezydenci Czadu (1990–2021)
  - Premier – Pascal Yoadimnadji, Premierzy Czadu (2005–2007)

- Demokratyczna Republika Konga
  - Prezydent – Joseph Kabila, Prezydenci Demokratycznej Republiki Konga (2001–2019)
  - Premier – Antoine Gizenga, Premierzy Demokratycznej Republiki Konga (2006–2008) od 30 grudnia

- Dżibuti
  - Prezydent – Ismail Omar Guelleh, Prezydenci Dżibuti (od 1999)
  - Premier – Dileita Mohamed Dileita, Premierzy Dżibuti (2001–2013)

- Egipt
  - Prezydent – Husni Mubarak, Prezydenci Egiptu (1981–2011)
  - Premier – Ahmad Nazif, Premierzy Egiptu (2004–2011)

- Erytrea
  - Prezydent – Isajas Afewerki, Prezydenci Erytrei (od 1993)

- Etiopia
  - Prezydent – Girma Wolde-Giorgis, Prezydenci Etiopii (2001–2013)
  - Premier – Meles Zenawi, Premierzy Etiopii (1995–2012)

- Gabon
  - Prezydent – Omar Bongo, Prezydenci Gabonu (1967–2009)
  - Premier –
    1. Jean-François Ntoutoume Emane, Premierzy Gabonu (1999–2006)
    2. Jean-Eyeghe Ndong, Premierzy Gabonu (2006–2009)

- Gambia
  - Prezydent – Yahya Jammeh, Prezydenci Gambii (1994–2017)

- Ghana
  - Prezydent – John Kufuor, Prezydenci Ghany (2001–2009)

- Gwinea
  - Prezydent – Lansana Conté, Prezydenci Gwinei (1984–2008)
  - Premier – Cellou Dalein Diallo, Premierzy Gwinei (2004–2006) do 5 kwietnia

- Gwinea Bissau
  - Prezydent – João Bernardo Vieira, Prezydenci Gwinei Bissau (2005–2009)
  - Premier – Aristides Gomes, Premierzy Gwinei Bissau (2005–2007)

- Gwinea Równikowa
  - Prezydent – Teodoro Obiang Nguema Mbasogo, Prezydenci Gwinei Równikowej (od 1979)
  - Premier –
    1. Miguel Abia Biteo Boricó, Premierzy Gwinei Równikowej (2004–2006)
    2. Ricardo Mangue Obama Nfubea, Premierzy Gwinei Równikowej (2006–2008)

- Kamerun
  - Prezydent – Paul Biya, Prezydenci Kamerunu (od 1982)
  - Premier – Ephraïm Inoni, Premierzy Kamerunu (2004–2009)

- Kenia
  - Prezydent – Mwai Kibaki, Prezydenci Kenii (2002–2013)

- Komory
  - Prezydent –
    1. Azali Assoumani, Prezydenci Komorów (2002–2006)
    2. Ahmed Abdallah Sambi, Prezydenci Komorów (2006–2011)

- Kongo
  - Prezydent – Denis Sassou-Nguesso, Prezydenci Konga (od 1997)
  - Premier – Isidore Mvouba, Premierzy Konga (2005–2009)

- Lesotho
  - król – Letsie III, Królowie Lesotho (od 1996)
  - Premier – Bethuel Pakalitha Mosisili, Premierzy Lesotho (1998–2012)

- Liberia
  - Prezydent –
    1. Gyude Bryant, Przewodniczący Rządu Przejściowego Liberii (2003–2006)
    2. Ellen Johnson-Sirleaf, Prezydenci Liberii (2006–2018)

- Libia
  - Przywódca Rewolucji 1 Września – Mu’ammar al-Kaddafi, Przywódcy Libii (1969–2011)
  - Głowa państwa – Az-Zanati Imhammad az-Zanati, Sekretarz Generalny Powszechnego Kongresu Ludowego Libii (1992–2008)
  - Premier –
    1. Szukri Ghanim, Sekretarze Generalnego Komitetu Ludowego Libii (2003–2006)
    2. Al-Baghdadi Ali al-Mahmudi, Sekretarze Generalnego Komitetu Ludowego Libii (2006–2011)

- Madagaskar
  - Głowa państwa – Marc Ravalomanana, Prezydenci Madagaskaru (2002–2009)
  - Premier – Jacques Sylla, Premierzy Madagaskaru (2002–2007)

- Majotta (departament zamorski Francji)
  - Prefekt – Jean-Paul Kihl, Prefekci Majotty (2005–2007)
  - Przewodniczący Rady Generalnej – Said Omar Oili, Przewodniczący Rady Generalnej Majotty (2004–2008)

- Malawi
  - Prezydent – Bingu wa Mutharika, Prezydenci Malawi (2004–2012)

- Mali
  - Głowa państwa – Amadou Toumani Touré, Prezydenci Mali (2002–2012)
  - Premier – Ousmane Issoufi Maïga, Premierzy Mali (2004–2007)

- Maroko
  - Król – Muhammad VI, Królowie Maroka (od 1999)
  - Premier – Driss Jettou, Premierzy Maroka (2002–2007)
  -  Sahara Zachodnia (państwo nieuznawane)
    - Prezydent – Muhammad Abd al-Aziz, Prezydenci Sahary Zachodniej (1976–2016)
    - Premier – Abd al-Kadir Talib Umar, Premierzy Sahary Zachodniej (2003–2018)

- Mauretania
  - Prezydent – Ili uld Muhammad Fal, Przewodniczący Wojskowej Rady Sprawiedliwości i Demokracji (2005–2007)
  - Premier – Sidi Muhammad uld Bubakar, Premierzy Mauretanii (2005–2007)

- Mauritius
  - Prezydent – Anerood Jugnauth, Prezydenci Mauritiusa (2003–2012)
  - Premier – Navin Ramgoolam, Premierzy Mauritiusa (2005–2014)

- Mozambik
  - Prezydent – Armando Guebuza, Prezydenci Mozambiku (2005–2015)
  - Premier – Luisa Diogo, Premierzy Mozambiku (2004–2010)

- Namibia
  - Prezydent – Hifikepunye Pohamba, Prezydenci Namibii (2005–2015)
  - Premier – Nahas Angula, Premierzy Namibii (2005–2012)

- Niger
  - Prezydent – Mamadou Tandja, Prezydenci Nigru (1999–2010)
  - Premier – Hama Amadou, Premierzy Nigru (2000–2007)

- Nigeria
  - Prezydent – Olusẹgun Ọbasanjọ, Prezydenci Nigerii (1999–2007)

- Południowa Afryka
  - Prezydent – Thabo Mbeki, Prezydenci Południowej Afryki (1999–2008)

- Republika Środkowoafrykańska
  - Prezydent – François Bozizé, Prezydenci Republiki Środkowoafrykańskiej (2003–2013)
  - Premier – Élie Doté, Premierzy Republiki Środkowoafrykańskiej (2005–2008)

- Republika Zielonego Przylądka
  - Prezydent – Pedro Pires, Prezydenci Republiki Zielonego Przylądka (2001–2011)
  - Premier – José Maria Neves, Premierzy Republiki Zielonego Przylądka (2001–2016)

- Reunion (departament zamorski Francji)
  - Prefekt –
    1. Laurent Cayrel, Prefekci Reunionu (2005–2006)
    2. Franck-Olivier Lachaud, P.o. prefekta Reunionu (2006)
    3. Pierre-Henry Maccioni, Prefekci Reunionu (2006–2010)

  - Przewodniczący Rady Generalnej – Nassimah Dindar, Przewodniczący Rady Generalnej Reunionu (2004–2015)
  - Przewodniczący Rady Regionalnej – Paul Vergès, Przewodniczący Rady Regionalnej Reunionu (1998–2010)

- Rwanda
  - Prezydent – Paul Kagame, Prezydenci Rwandy (od 2000)
  - Premier – Bernard Makuza, Premierzy Rwandy (2000–2011)

- Senegal
  - Prezydent – Abdoulaye Wade, Prezydenci Senegalu (2000–2012)
  - Premier – Macky Sall, Premierzy Senegalu (2004–2007)

- Seszele
  - Prezydent – James Michel, Prezydenci Seszeli (2004–2016)

- Sierra Leone
  - Prezydent – Ahmad Tejan Kabbah, Prezydenci Sierra Leone (1998–2007)

- Somalia
  - Prezydent – Abdullahi Jusuf, Prezydenci Somalii (2004–2008)
  - Premier – Ali Mohammed Ghedi, Premierzy Somalii (2004–2007)
  -  Unia Trybunałów Islamskich (kontrolowała Mogadiszu i część południowej Somalii)
    - Przewodniczący – Szarif Szajh Ahmed, Przewodniczący Unii Trybunałów islamskich (2006) od 5 czerwca do 28 grudnia

  -  Somaliland (państwo nieuznawane)
    - Prezydent – Daahir Rayaale Kaahin, Prezydenci Somalilandu (2002–2010)

  -  Puntland (autonomiczna część Somalii)
    - Prezydent – Mohamud Muse Hersi, Prezydenci Puntlandu (2005–2009)

  -  Galmudug (autonomiczna część Somalii)
    - Prezydent – Mohamed Warsame Ali, Prezydenci Galmudugu (2006–2009) od 14 sierpnia

- Suazi
  - Król – Mswati III, Królowie Suazi (od 1986)
  - Premier – Absalom Themba Dlamini, Premierzy Suazi (2003–2008)

- Sudan
  - Prezydent – Umar al-Baszir, Prezydenci Sudanu (od 1989)

- Tanzania
  - President – Jakaya Kikwete, Prezydenci Tanzanii (2005–2015)
  - Premier – Edward Lowassa, Premierzy Tanzanii (2005–2008)

- Togo
  - Prezydent – Faure Gnassingbé, Prezydenci Togo (od 2005)
  - Premier –
    1. Édouard Kodjo, Premierzy Togo (2005–2006)
    2. Yawovi Agboyibo, Premierzy Togo (2006–2007)

- Tunezja
  - Prezydent – Zajn al-Abidin ibn Ali, prezydenci Tunezji (1987–2011)
  - Premier – Mohamed Ghannouchi, Premierzy Tunezji (1999–2011)

- Uganda
  - Prezydent – Yoweri Museveni, Prezydenci Ugandy (od 1986)
  - Premier – Apolo Nsibambi, Premierzy Ugandy (1999–2011)

- Wybrzeże Kości Słoniowej
  - Prezydent – Laurent Gbagbo, Prezydenci Wybrzeża Kości Słoniowej (2000–2011)
  - Premier – Charles Konan Banny, Premierzy Wybrzeża Kości Słoniowej (2005–2007)

- Wyspa Świętej Heleny, Wyspa Wniebowstąpienia i Tristan da Cunha (terytorium zamorskie Wielkiej Brytanii)
  - Gubernator – Michael Clancy, Gubernatorzy Wyspy Świętej Heleny, Wyspy Wniebowstąpienia i Tristan da Cunha (2004–2007)

- Wyspy Świętego Tomasza i Książęca
  - Prezydent – Fradique de Menezes, Prezydenci Wysp Świętego Tomasza i Książęcej (2003–2011)
  - Premier –
    1. Maria do Carmo Silveira, Premierzy Wysp Świętego Tomasza i Książęcej (2005–2006)
    2. Tomé Vera Cruz, Premierzy Wysp Świętego Tomasza i Książęcej (2006–2008)

- Zambia
  - Prezydent – Levy Mwanawasa, Prezydenci Zambii (2002–2008)

- Zimbabwe
  - Prezydent – Robert Mugabe, Prezydenci Zimbabwe (1987–2017)

## Azja
- Afganistan
  - Prezydent – Hamid Karzaj, Prezydenci Afganistanu (2001–2014)

- Akrotiri (brytyjska suwerenna baza wojskowa w południowej części Cypru)
  - Administrator –
    1. Peter Thomas Clayton Pearson, Administratorzy Akrotiri i Dhekelii (2003–2006)
    2. Richard Lacey, Administratorzy Akrotiri i Dhekelii (2006–2008)

- Arabia Saudyjska
  - Król – Abd Allah ibn Abd al-Aziz Al Su’ud, Królowie Arabii Saudyjskiej (2005–2015)

- Armenia
  - Prezydent – Robert Koczarian, Prezydenci Armenii (1998–2008)
  - Premier – Andranik Markarian, Premierzy Armenii (2000–2007)

- Azerbejdżan
  - Prezydent – İlham Əliyev, Prezydenci Azerbejdżanu (od 2003)
  - Premier – Artur Rasizadə, Premierzy Azerbejdżanu (2003–2018)
  -  Górski Karabach (państwo nieuznawane)
    - Prezydent – Arkadi Ghukasjan, Prezydenci Górskiego Karabachu (1997–2007)
    - Premier – Anuszawan Danielian, Premierzy Górskiego Karabachu (1999–2007)

- Bahrajn
  - Król – Hamad ibn Isa Al Chalifa, Królowie Bahrajnu (od 1999)
  - Premier – Chalifa ibn Salman Al Chalifa, Premier Bahrajnu (od 1971)

- Bangladesz
  - Prezydent – Iajuddin Ahmed, Prezydenci Bangladeszu (2002–2009)
  - Premier –
    1. Chaleda Zia, Premierzy Bangladeszu (2001–2006)
    2. Iajuddin Ahmed, p.o. premiera Bangladeszu (2006–2007)

- Bhutan
  - Król –
    1. Jigme Singye Wangchuck, Królowie Bhutanu (1972–2006)
    2. Jigme Khesar Namgyel Wangchuck, Królowie Bhutanu (od 2006)

  - Premier –
    1. Sangay Ngedup, Premierzy Bhutanu (2005–2006)
    2. Lyonpo Khandu Wangchuk, Premierzy Bhutanu (2006–2007)

- Brunei
  - Sułtan – Hassanal Bolkiah, Sułtani Brunei (od 1967)

- Chiny
  - Sekretarz generalny KPCh – Hu Jintao, Sekretarze Generalni Komunistycznej Partii Chin (2002–2012)
  - Przewodniczący ChRL – Hu Jintao, Przewodniczący Chińskiej Republiki Ludowej (2003–2013)
  - Premier – Wen Jiabao, Premierzy Chińskiej Republiki Ludowej (2003–2013)
  - Przewodniczący CKW KC KPCh – Hu Jintao, Przew. Centralnej Komisji Wojskowej Komitetu Centralnego KPCh (2004–2012)

- Cypr
  - Prezydent – Tasos Papadopulos, Prezydenci Cypru (2003–2008)
  -  Cypr Północny (państwo nieuznawane)
    - Prezydent – Mehmet Ali Talat, Prezydenci Cypru Północnego (2005–2010)
    - Premier – Ferdi Sabit Soyer, Premierzy Cypru Północnego (2005–2009)

- Dhekelia (brytyjska suwerenna baza wojskowa w południowo-wschodniej części Cypru)
  - Administrator –
    1. Peter Thomas Clayton Pearson, Administratorzy Akrotiri i Dhekelii (2003–2006)
    2. Richard Lacey, Administratorzy Akrotiri i Dhekelii (2006–2008)

- Filipiny
  - Prezydent – Gloria Macapagal-Arroyo, Prezydenci Filipin (2001–2010)

- Gruzja
  - Prezydent – Micheil Saakaszwili, Prezydenci Gruzji (2004–2007)
  - Premier – Zurab Nogaideli, Premierzy Gruzji (2005–2007)
  -  Abchazja (państwo nieuznawane)
    - Prezydent – Siergiej Bagapsz, Prezydenci Abchazji (2005–2011)
    - Premier – Aleksandr Ankwab, Premierzy Abchazji (2005–2010)

  -  Osetia Południowa (państwo nieuznawane)
    - Prezydent – Eduard Kokojty, Prezydenci Osetii Południowej (2001–2011)
    - Premier – Jurij Morozow, Premierzy Osetii Południowej (2005–2008)

- Indie
  - Prezydent – Avul Pakir Jainulabdeen Abdul Kalam, Prezydenci Indii (2002–2007)
  - Premier – Manmohan Singh, Premierzy Indii (2004–2014)

- Indonezja
  - Prezydent – Susilo Bambang Yudhoyono, prezydenci Indonezji (2004–2014)

- Irak
  - Prezydent – Dżalal Talabani, Prezydenci Iraku (2005–2014)
  - Premier –
    1. Ibrahim al-Dżafari, Premierzy Iraku (2005–2006)
    2. Nuri al-Maliki, Premierzy Iraku (2006–2014)

- Iran
  - Najwyższy przywódca – Ali Chamenei, Najwyżsi przywódcy Iranu (od 1989)
  - Prezydent – Mahmud Ahmadineżad, Prezydenci Iranu (2005–2013)

- Izrael
  - Prezydent – Mosze Kacaw, Prezydent Izraela (2000–2007)
  - Premier –
    1. Ariel Szaron, Premierzy Izraela (2001–2006)
    2. Ehud Olmert, Premierzy Izraela (2006–2009)

  -  Palestyna (państwo nieuznawane)
    - Prezydent – Mahmud Abbas, Prezydenci Autonomii Palestyńskiej (od 2005)
    - Premier –
      1. Ahmad Kuraj, Premierzy Autonomii Palestyńskiej (2005–2006)
      2. Isma’il Hanijja, Premierzy Autonomii Palestyńskiej (2006–2007)

- Japonia
  - Cesarz – Akihito, Cesarze Japonii (1989–2019)
  - Premier –
    1. Jun’ichirō Koizumi, Premierzy Japonii (2001–2006)
    2. Shinzō Abe, Premierzy Japonii (2006–2007)

- Jemen
  - Prezydent – Ali Abd Allah Salih, Prezydenci Jemenu (1978–2012)
  - Premier – Abd al-Kadir Badżammal, Premierzy Jemenu (2001–2007)

- Jordania
  - Król – Abdullah II, Królowie Jordanii (od 1999)
  - Premier – Maruf al-Bachit, Premierzy Jordanii (2005–2007)

- Kambodża
  - Król – Norodom Sihamoni, Królowie Kambodży (od 2004)
  - Premier – Hun Sen, Premierzy Kambodży (1985–2023)

- Katar
  - Emir – Hamad ibn Chalifa Al Sani, Emirowie Kataru (1995–2013)
  - Premier – Abd Allah ibn Chalifa Al Sani, Premierzy Kataru (1996–2007)

- Kazachstan
  - Prezydent – Nursułtan Nazarbajew, Prezydenci Kazachstanu (1990–2019)
  - Premier – Daniał Achmetow, Premierzy Kazachstanu (2003–2007)

- Kirgistan
  - Prezydent – Kurmanbek Bakijew, Prezydenci Kirgistanu (2005–2010)
  - Premier – Feliks Kułow, Premierzy Kirgistanu (2005–2007)

- Korea Południowa
  - Prezydent – Roh Moo-hyun, Prezydenci Korei Południowej (2003–2008)
  - Premier –
    1. Lee Hae-chan, Premierzy Korei Południowej (2004–2006)
    2. Han Duck-soo, P.o. premiera Korei Południowej (2006)
    3. Han Myung-sook, Premierzy Korei Południowej (2006–2007)

- Korea Północna
  - Szef partii komunistycznej – Kim Dzong Il, Sekretarz Generalny Partii Pracy Korei (1997–2011)
  - Głowa państwa – Kim Yŏng Nam, Przewodniczący Prezydium Najwyższego Zgromadzenia Ludowego KRLD (1998–2019)
  - Premier – Pak Pong Ju, Premierzy Korei Północnej (2003–2007)

- Kuwejt
  - Emir –
    1. Dżabir III al-Ahmad al-Dżabir as-Sabah, Emirowie Kuwejtu (1977–2006)
    2. Sad al-Abd Allah as-Salim as-Sabah, Emirowie Kuwejtu (2006)
    3. Sabah IV al-Ahmad al-Dżabir as-Sabah, Emirowie Kuwejtu (2006–2020)

  - Premier –
    1. Sabah al-Ahmad al-Dżabir as-Sabah, Premierzy Kuwejtu (2003–2006)
    2. Nasser Muhammad al-Ahmad as-Sabah, Premierzy Kuwejtu (2006–2011)

- Laos
  - Szef partii komunistycznej –
    1. Khamtai Siphandon, Sekretarze Generalni Laotańskiej Partii Ludowo-Rewolucyjnej (1992–2006)
    2. Choummaly Sayasone, Sekretarze Generalni Laotańskiej Partii Ludowo-Rewolucyjnej (2006–2016)

  - Prezydent –
    1. Khamtai Siphandon, Prezydenci Laosu (1998–2006)
    2. Choummaly Sayasone, Prezydenci Laosu (2006–2016)

  - Premier –
    1. Boungnang Vorachith, Premierzy Laosu (2001–2006)
    2. Bouasone Bouphavanh, Premierzy Laosu (2006–2010)

- Liban
  - Prezydent – Émile Lahoud, Prezydenci Libanu (1998–2007)
  - Premier – Fouad Siniora, Premierzy Libanu (2005–2009)

- Malediwy
  - Prezydent – Maumun ̓Abdul Gajum, Prezydenci Malediwów (1978–2008)

- Malezja
  - Monarcha –
    1. Tuanku Syed Sirajuddin, Yang di-Pertuan Agong Malezji (2001–2006)
    2. Tuanku Mizan Zainal Abidin, Yang di-Pertuan Agong Malezji (2006–2011)

  - Premier – Abdullah Ahmad Badawi, Premierzy Malezji (2003–2009)

- Mjanma
  - Głowa państwa – Than Shwe, Przewodniczący Rady Pokoju i Rozwoju Birmy (1992–2011)

- Mongolia
  - Prezydent – Nambaryn Enchbajar, Prezydenci Mongolii (2005–2009)
  - Premier –
    1. Cachiagijn Elbegdordż, Premierzy Mongolii (2004–2006)
    2. Mijeegombyn Enchbold, Premierzy Mongolii (2006–2007)

- Nepal
  - Król – Gyanendra Bir Bikram Shah Dev, Królowie Nepalu (2001–2008)
  - Premier –
    1. Gyanendra Bir Bikram Shah Dev, Premierzy Nepalu (2005–2006)
    2. Girija Prasad Koirala, Premierzy Nepalu (2006–2008)

- Oman
  - Sułtan – Kabus ibn Sa’id, Sułtani Omanu (1970–2020)

- Pakistan
  - Prezydent – Pervez Musharraf, Prezydenci Pakistanu (2001–2008)
  - Premier – Shaukat Aziz, Premierzy Pakistanu (2004–2007)

- Singapur
  - Prezydent – S.R. Nathan, Prezydenci Singapuru (1999–2011)
  - Premier – Lee Hsien Loong, Premierzy Singapuru (od 2004)

- Sri Lanka
  - Prezydent – Mahinda Rajapaksa, Prezydenci Sri Lanki (2005–2015)
  - Premier – Ratnasiri Wickremanayake, Premierzy Sri Lanki (2005–2010)

- Syria
  - Prezydent – Baszszar al-Asad, Prezydenci Syrii (od 2000)
  - Premier – Muhammad Nadżi al-Utri, Premierzy Syrii (2003–2011)

- Tadżykistan
  - Prezydent – Emomali Rahmon, Prezydenci Tadżykistanu (od 1992)
  - Premier – Okil Okilow, Premierzy Tadżykistanu (1999–2013)

- Tajlandia
  - Król – Bhumibol Adulyadej, Królowie Tajlandii (1946–2016)
  - Premier –
    1. Thaksin Shinawatra, Premierzy Tajlandii (2001–2006)
    2. Chidchai Vanasatidya, P.o. premiera Tajlandii (2006)
    3. Thaksin Shinawatra, Premierzy Tajlandii (2006)
    4. Sonthi Boonyaratkalin, Przewodniczący Rady Bezpieczeństwa Narodowego (2006)
    5. Surayud Chulanont, Premierzy Tajlandii (2006–2008)

  - Szef junty wojskowej – Sonthi Boonyaratkalin, Przewodniczący Rady Reform Demokratycznych (2006–2007) Od 19 września. 1 października RRD przekształciła się w Radę Bezpieczeństwa Narodowego

- Tajwan (państwo częściowo uznawane)
  - Prezydent – Chen Shui-bian, Prezydenci Republiki Chińskiej (2000–2008)
  - Premier –
    1. Frank Hsieh, Premierzy Republiki Chińskiej (2005–2006)
    2. Su Tseng-chang, Premierzy Republiki Chińskiej (2006–2007)

- Timor Wschodni
  - Prezydent – Xanana Gusmão, Prezydenci Timoru Wschodniego (2002–2007)
  - Premier –
    1. Marí Alkatiri, Premierzy Timoru Wschodniego (2002–2006)
    2. José Ramos-Horta, Premierzy Timoru Wschodniego (2006–2007)

- Turcja
  - Prezydent – Ahmet Necdet Sezer, prezydenci Turcji (2000–2007)
  - Premier – Recep Tayyip Erdoğan, Premierzy Turcji (2003–2014)

- Turkmenistan
  - Prezydent –
    1. Saparmyrat Nyýazow, Prezydenci Turkmenistanu (1991–2006)
    2. Gurbanguly Berdimuhamedow, Prezydenci Turkmenistanu (2006–2022)

- Uzbekistan
  - Prezydent – Islom Karimov, Prezydenci Uzbekistanu (1990–2016)
  - Premier – Shavkat Mirziyoyev, Premierzy Uzbekistanu (2003–2016)

- Wietnam
  - Szef partii komunistycznej – Nông Đức Mạnh, Sekretarze Generalni Komunistycznej Partii Wietnamu (2001–2011)
  - Prezydent –
    1. Trần Đức Lương, Prezydenci Wietnamu (1997–2006)
    2. Nguyễn Minh Triết, Prezydenci Wietnamu (2006–2011)

  - Premier –
    1. Phan Văn Khải, Premierzy Wietnamu (1997–2006)
    2. Nguyễn Tấn Dũng, Premierzy Wietnamu (2006–2016)

- Zjednoczone Emiraty Arabskie
  - Prezydent – Chalifa ibn Zajid Al Nahajjan, Prezydenci Zjednoczonych Emiratów Arabskich (2004–2022)
  - Premier –
    1. Maktum ibn Raszid Al Maktum, Premierzy Zjednoczonych Emiratów Arabskich (1990–2006)
    2. Muhammad ibn Raszid al-Maktum, Premierzy Zjednoczonych Emiratów Arabskich (od 2006)

## Europa
- Albania
  - Prezydent – Alfred Moisiu, Prezydenci Albanii (2002–2007)
  - Premier – Sali Berisha, Premierzy Albanii (2005–2013)

- Andora
  - Monarchowie
    - Współksiążę francuski – Jacques Chirac, Współksiążę francuski Andory (1995–2007)
      - Przedstawiciel – Philippe Massoni (2002–2007)

    - Współksiążę episkopalny – Joan Enric Vives Sicília, Współksiążę episkopalny Andory (od 2003)
      - Przedstawiciel – Nemesi Marqués Oste (1993–2012)

  - Premier – Albert Pintat Santolària, Premierzy Andory (2005–2009)

- Austria
  - Prezydent – Heinz Fischer, Prezydenci Austrii (2004–2016)
  - Kanclerz – Wolfgang Schüssel, Kanclerze Austrii (2000–2007)

- Belgia
  - Król – Albert II, Królowie Belgów (1993–2013)
  - Premier – Guy Verhofstadt, Premierzy Belgii (1999–2008)

- Białoruś
  - Prezydent – Alaksandr Łukaszenka, Prezydenci Białorusi (od 1994)
  - Premier – Siarhiej Sidorski, Premierzy Białorusi (2003–2010)

- Bośnia i Hercegowina
  - Głowa państwa – Prezydium Republiki Bośni i Hercegowiny
    - przedstawiciel Serbów –
      1. Borislav Paravac (2003–2006)
      2. Nebojša Radmanović (2006–2014) Przewodniczący Prezydium Republiki Bośni i Hercegowiny (2006–2007)

    - przedstawiciel Chorwatów –
      1. Ivo Miro Jović (2005–2006) Przewodniczący Prezydium Republiki Bośni i Hercegowiny (2005–2006)
      2. Željko Komšić (2006–2014)

    - przedstawiciel Boszniaków –
      1. Sulejman Tihić (2002–2006) Przewodniczący Prezydium Republiki Bośni i Hercegowiny (2006)
      2. Haris Silajdžić (2006–2010)

  - Premier – Adnan Terzić, Premierzy Bośni i Hercegowiny (2002–2007)
  - Wysoki Przedstawiciel –
    1. Paddy Ashdown, Wysoki Przedstawiciel dla Bośni i Hercegowiny (2002–2006)
    2. Christian Schwarz-Schilling, Wysoki Przedstawiciel dla Bośni i Hercegowiny (2006–2007)

- Bułgaria
  - Prezydent – Georgi Pyrwanow, Prezydenci Bułgarii (2002–2012)
  - Premier – Sergej Staniszew, Premierzy Bułgarii (2005–2009)

- Chorwacja
  - Prezydent – Stjepan Mesić, Prezydenci Chorwacji (2000–2010)
  - Premier – Ivo Sanader, Premierzy Chorwacji (2003–2009)

- Czarnogóra
  - Proklamacja niepodległości 3 czerwca
  - Prezydent – Filip Vujanović, Prezydenci Czarnogóry (2003–2018)
  - Premier –
    1. Milo Đukanović, Premierzy Czarnogóry (2003–2006)
    2. Željko Šturanović, Premierzy Czarnogóry (2006–2008)

- Czechy
  - Prezydent – Václav Klaus, Prezydenci Czech (2003–2013)
  - Premier –
    1. Jiří Paroubek, Premierzy Czech (2005–2006)
    2. Mirek Topolánek, Premierzy Czech (2006–2009)

- Dania
  - Król – Małgorzata II, Władcy Danii (1972–2024)
  - Premier – Anders Fogh Rasmussen, Premierzy Danii (2001–2009)
  -  Wyspy Owcze (Autonomiczne terytorium Królestwa Danii)
    - Królewski administrator – Søren Christensen, Królewscy administratorzy Wysp Owczych (2005–2008)
    - Premier – Jóannes Eidesgaard, Premierzy Wysp Owczych (2004–2008)

- Estonia
  - Prezydent –
    1. Arnold Rüütel, Prezydenci Estonii (2001–2006)
    2. Toomas Hendrik Ilves, Prezydenci Estonii (2006–2016)

  - Premier – Andrus Ansip, Premierzy Estonii (2005–2014)

- Finlandia
  - Prezydent – Tarja Halonen, Prezydenci Finlandii (2000–2012)
  - Premier – Matti Vanhanen, Premierzy Finlandii (2003–2010)

- Francja
  - Prezydent – Jacques Chirac, prezydenci Francji (1995–2007)
  - Premier – Dominique de Villepin, Premierzy Francji (2005–2007)

- Grecja
  - Prezydent – Karolos Papulias, Prezydenci Grecji (2005–2015)
  - Premier – Kostas Karamanlis, Premierzy Grecji (2004–2009)

- Hiszpania
  - Król – Jan Karol I, Królowie Hiszpanii (1975–2014)
  - Premier – José Luis Rodríguez Zapatero, Premierzy Hiszpanii (2004–2011)

- Holandia
  - Król – Beatrycze, Królowie Niderlandów (1980–2013)
  - Premier – Jan Peter Balkenende, Premierzy Holandii (2002–2010)

- Irlandia
  - Prezydent – Mary McAleese, Prezydenci Irlandii (1997–2011)
  - Premier – Bertie Ahern, Premierzy Irlandii (1997–2008)

- Islandia
  - Prezydent – Ólafur Ragnar Grímsson, Prezydenci Islandii (1996–2016)
  - Premier –
    1. Halldór Ásgrímsson, Premierzy Islandii (2004–2006)
    2. Geir Haarde, Premierzy Islandii (2006–2009)

- Liechtenstein
  - Książę – Jan Adam II, Książęta Liechtensteinu (od 1989)
  - Regent – Alojzy (od 2004)
  - Premier – Otmar Hasler, Premierzy Liechtensteinu (2001–2009)

- Litwa
  - Prezydent – Valdas Adamkus, Prezydenci Litwy (2004–2009)
  - Premier –
    1. Algirdas Brazauskas, Premierzy Litwy (2001–2006)
    2. Zigmantas Balčytis, P.o. premiera Litwy (2006)
    3. Gediminas Kirkilas, Premierzy Litwy (2006–2008)

- Luksemburg
  - Wielki książę – Henryk, Wielcy książęta Luksemburga (od 2000)
  - Premier – Jean-Claude Juncker, Premierzy Luksemburga (1995–2013)

- Łotwa
  - Prezydent – Vaira Vīķe-Freiberga, Prezydenci Łotwy (1999–2007)
  - Premier – Aigars Kalvītis, Premierzy Łotwy (2004–2007)

- Macedonia
  - Prezydent – Branko Crwenkowski, Prezydenci Macedonii (2004–2009)
  - Premier –
    1. Włado Buczkowski, Premierzy Macedonii (2004–2006)
    2. Nikoła Gruewski, Premierzy Macedonii (2006–2016)

- Malta
  - Prezydent – Edward Fenech Adami, Prezydenci Malty (2004–2009)
  - Premier – Lawrence Gonzi, Premierzy Malty (2004–2013)

- Mołdawia
  - Prezydent – Vladimir Voronin, Prezydenci Mołdawii (2001–2009)
  - Premier – Vasile Tarlev, Premierzy Mołdawii (2001–2008)
  -  Naddniestrze (państwo nieuznawane)
    - Prezydent – Igor Smirnow, Prezydenci Naddniestrza (1991–2011)

- Monako
  - Książę – Albert II, Książęta Monako (od 2005)
  - Minister stanu – Jean-Paul Proust, Ministrowie stanu Monako (2005–2010)

- Niemcy
  - Prezydent – Horst Köhler, prezydenci Niemiec (2004–2010)
  - Kanclerz – Angela Merkel, Kanclerze Niemiec (2005–2021)

- Norwegia
  - Król – Harald V, Królowie Norwegii (od 1991)
  - Premier – Jens Stoltenberg, Premierzy Norwegii (2005–2013)

- Polska
  - Prezydent – Lech Kaczyński, prezydenci Polski (2005–2010)
  - Premier –
    1. Kazimierz Marcinkiewicz, Premierzy Polski (2005–2006)
    2. Jarosław Kaczyński, Premierzy Polski (2006–2007)

- Portugalia
  - Prezydent –
    1. Jorge Sampaio, prezydenci Portugalii (1996–2006)
    2. Aníbal Cavaco Silva, prezydenci Portugalii (2006–2016)

  - Premier – José Sócrates, Premierzy Portugalii (2005–2011)

- Rosja
  - Prezydent – Władimir Putin, Prezydenci Rosji (1999–2008)
  - Premier – Michaił Fradkow, Premierzy Rosji (2004–2007)

- Rumunia
  - Prezydent – Traian Băsescu, Prezydenci Rumunii (2004–2014)
  - Premier – Călin Popescu-Tăriceanu, Premierzy Rumunii (2004–2008)

- San Marino
  - Kapitanowie regenci –
    1. Claudio Muccioli i Antonello Bacciocchi, Kapitanowie regenci San Marino (2005–2006)
    2. Gian Franco Terenzi i Loris Francini, Kapitanowie regenci San Marino (2006)
    3. Antonio Carattoni i Roberto Giorgetti, Kapitanowie regenci San Marino (2006–2007)

  - Szef rządu –
    1. Fabio Berardi, Sekretarze Stanu do spraw Politycznych i Zagranicznych San Marino (2003–2006)
    2. Fiorenzo Stolfi, Sekretarze Stanu do spraw Politycznych i Zagranicznych San Marino (2006–2008)

- Serbia
  - Proklamacja niepodległości 5 czerwca
  - Prezydent – Boris Tadić, Prezydenci Serbii (2004–2012)
  - Premier – Vojislav Koštunica, Premierzy Serbii (2004–2008)
  - Kosowo (część Serbii pod międzynarodową okupacją i administracją ONZ)
    - Prezydent –

    1. Ibrahim Rugova, Prezydenci Kosowa (2002–2006)
    2. Nexhat Daci, P.o. prezydenta Kosowa (2006)
    3. Fatmir Sejdiu, Prezydenci Kosowa (2006–2010)

    - Premier –

    1. Bajram Kosumi, Premierzy Kosowa (2005–2006)
    2. Agim Çeku, Premierzy Kosowa (2006–2008)

    - Specjalny Przedstawiciel –

    1. Søren Jessen-Petersen, Specjalni Przedstawiciele Sekretarza Generalnego ONZ w Kosowie (2004–2006)
    2. Steven Paul Schook, P.o. specjalnego przedstawiciela Sekretarza Generalnego ONZ w Kosowie (2006)
    3. Joachim Rücker, Specjalni Przedstawiciele Sekretarza Generalnego ONZ w Kosowie (2006–2008)

- Serbia i Czarnogóra
  - Rozwiązanie unii 5 czerwca
  - Prezydent – Svetozar Marović, Prezydenci Serbii i Czarnogóry (2003–2006) do 3 czerwca

- Słowacja
  - Prezydent – Ivan Gašparovič, Prezydenci Słowacji (2004–2014)
  - Premier –
    1. Mikuláš Dzurinda, Premierzy Słowacji (1998–2006)
    2. Robert Fico, Premierzy Słowacji (2006–2010)

- Słowenia
  - Prezydent – Janez Drnovšek, Prezydenci Słowenii (2002–2007)
  - Premier – Janez Janša, Premierzy Słowenii (2004–2008)

- Szwajcaria
  - Rada Związkowa: Joseph Deiss (1999–2006), Doris Leuthard (od 2006), Moritz Leuenberger (1995–2010, prezydent), Micheline Calmy-Rey (2002–2011), Hans-Rudolf Merz (2003–2010), Pascal Couchepin (1998–2009), Samuel Schmid (2000–2008), Christoph Blocher (2003–2007)

- Szwecja
  - Król – Karol XVI Gustaw, Królowie Szwecji (od 1973)
  - Premier –
    1. Göran Persson, Premierzy Szwecji (1996–2006)
    2. Fredrik Reinfeldt, Premierzy Szwecji (2006–2014)

- Ukraina
  - Prezydent – Wiktor Juszczenko, prezydenci Ukrainy (2005–2010)
  - Premier –
    1. Jurij Jechanurow, Premierzy Ukrainy (2005–2006)
    2. Wiktor Janukowycz, Premierzy Ukrainy (2006–2007)

- Unia Europejska
  - Prezydencja Rady Unii Europejskiej –
    1. Austria (I – VI 2006)
    2. Finlandia (VII – XII 2006)

  - Przewodniczący Komisji Europejskiej – José Manuel Durão Barroso (2004–2014)
  - Przewodniczący Parlamentu Europejskiego – Josep Borrell (2004–2007)
  - Wysoki przedstawiciel Unii do spraw zagranicznych i polityki bezpieczeństwa – Javier Solana (1999–2009)

- Watykan
  - Papież – Benedykt XVI, Suwerenny Władca Państwa Watykańskiego (2005–2013)
  - Prezydent Gubernatoratu –
    1. Edmund Szoka, Prezydenci Papieskiej Komisji Państwa Watykańskiego (1997–2006)
    2. Giovanni Lajolo, Prezydenci Papieskiej Komisji Państwa Watykańskiego (2006–2011)

  - Stolica Apostolska
    - Sekretarz stanu –
      1. Angelo Sodano, Sekretarze stanu Stolicy Apostolskiej (1991–2006)
      2. Tarcisio Bertone, Sekretarze stanu Stolicy Apostolskiej (2006–2013)

- Węgry
  - Prezydent – László Sólyom, Prezydenci Węgier (2005–2010)
  - Premier – Ferenc Gyurcsány, Premierzy Węgier (2004–2009)

- Wielka Brytania
  - Król – Elżbieta II, Królowie Zjednoczonego Królestwa (1952–2022)
  - Premier – Tony Blair, Premierzy Wielkiej Brytanii (1997–2007)
  -  Wyspa Man (Dependencja korony brytyjskiej)
    - Gubernator porucznik – Paul Haddacks, Gubernatorzy porucznicy Wyspy Man (2005–2011)
    - Szef ministrów –
      1. Donald Gelling, Premierzy Wyspy Man (2004–2006)
      2. James Anthony Brown, Premierzy Wyspy Man (2006–2011)

  -  Guernsey (Dependencja korony brytyjskiej)
    - Gubernator porucznik – Fabian Malbon, Gubernatorzy porucznicy Guernsey (2005–2011)
    - Baliw – Geoffrey Rowland, Baliwowie Guernsey (2005–2012)
    - Szef ministrów – Laurie Morgan, Szefowie ministrów Guernsey (2004–2007)

  -  Jersey (Dependencja korony brytyjskiej)
    - Gubernator porucznik –
      1. John Cheshire, Gubernatorzy porucznicy Jersey (2001–2006)
      2. Andrew Ridgway, Gubernatorzy porucznicy Jersey (2006–2011)

    - Baliw – Philip Bailhache, Baliwowie Jersey (1995–2009)
    - Szef ministrów – Frank Walker, Szefowie ministrów Jersey (2005–2008)

  -  Gibraltar (terytorium zamorskie Wielkiej Brytanii)
    - Gubernator –
      1. Francis Richards, Gubernatorzy Gibraltaru (2003–2006)
      2. Philip Barton, P.o. gubernatora Gibraltaru (2006)
      3. Robert Fulton, Gubernatorzy Gibraltaru (2006–2009)

    - Szef ministrów – Peter Caruana, Szefowie ministrów Gibraltaru (1996–2011)

- Włochy
  - Prezydent –
    1. Carlo Azeglio Ciampi, Prezydenci Włoch (1999–2006)
    2. Giorgio Napolitano, Prezydenci Włoch (2006–2015)

  - Premier –
    1. Silvio Berlusconi, Premierzy Włoch (2001–2006)
    2. Romano Prodi, Premierzy Włoch (2006–2008)

## Ameryka Północna
- Anguilla (terytorium zamorskie Wielkiej Brytanii)
  - Gubernator –
    1. Alan Huckle, Gubernatorzy Anguilli (2004–2006)
    2. Andrew George, Gubernatorzy Anguilli (2006–2009)

  - Szef ministrów – Osbourne Fleming, Szefowie ministrów Anguilli (2000–2010)

- Antigua i Barbuda
  - Król – Elżbieta II, Królowie Antigui i Barbudy (1981–2022)
  - Gubernator generalny – James Carlisle, Gubernatorzy generalni Antigui i Barbudy (1993–2007)
  - Premier – Baldwin Spencer, Premierzy Antigui i Barbudy (2004–2014)

- Antyle Holenderskie (samorządny kraj członkowski Królestwa Niderlandów)
  - Gubernator – Frits Goedgedrag, Gubernatorzy Antyli Holenderskich (2002–2010)
  - Premier –
    1. Etienne Ys, Premierzy Antyli Holenderskich (2004–2006)
    2. Emily de Jongh-Elhage, Premierzy Antyli Holenderskich (2006–2010)

- Aruba (samorządny kraj członkowski Królestwa Niderlandów)
  - Gubernator – Fredis Refunjol, Gubernatorzy Aruby (2004–2016)
  - Premier – Nelson Orlando Oduber, Premierzy Aruby (2001–2009)

- Bahamy
  - Król – Elżbieta II, Królowie Bahamów (1973–2022)
  - Gubernator generalny –
    1. Paul Adderley, P.o. gubernatora generalnego Bahamów (2005–2006)
    2. Arthur Dion Hanna, Gubernatorzy generalni Bahamów (2006–2010)

  - Premier – Perry Christie, Premierzy Bahamów (2002–2007)

- Barbados
  - Król – Elżbieta II, Królowie Barbadosu (1966–2021)
  - Gubernator generalny – Clifford Husbands, Gubernatorzy generalni Barbadosu (1996–2011)
  - Premier – Owen Arthur, Premierzy Barbadosu (1994–2008)

- Belize
  - Król – Elżbieta II, Królowie Belize (1981–2022)
  - Gubernator generalny – Colville Young, Gubernatorzy generalni Belize (1993–2021)
  - Premier – Said Musa, Premierzy Belize (1998–2008)

- Bermudy (terytorium zamorskie Wielkiej Brytanii)
  - Gubernator – John Vereker, Gubernatorzy Bermudów (2002–2007)
  - Premier –
    1. William Alexander Scott, Premierzy Bermudów (2003–2006)
    2. Ewart Brown, Premierzy Bermudów (2006–2010)

- Brytyjskie Wyspy Dziewicze (terytorium zamorskie Wielkiej Brytanii)
  - Gubernator –
    1. Tom Macan, Gubernatorzy Brytyjskich Wysp Dziewiczych (2002–2006)
    2. Dancia Penn, P.o. gubernatora Brytyjskich Wysp Dziewiczych (2006)
    3. David Pearey, Gubernatorzy Brytyjskich Wysp Dziewiczych (2006–2010)

  - Szef ministrów – Orlando Smith, Szefowie ministrów Brytyjskich Wysp Dziewiczych (2003–2007)

- Dominika
  - Prezydent – Nicholas Liverpool, Prezydenci Dominiki (2003–2012)
  - Premier – Roosevelt Skerrit, Premierzy Dominiki (od 2004)

- Dominikana
  - Prezydent – Leonel Fernández, Prezydenci Dominikany (2004–2012)

- Grenada
  - Król – Elżbieta II, Królowie Grenady (1974–2022)
  - Gubernator generalny – Daniel Williams, Gubernatorzy generalni Grenady (1996–2008)
  - Premier – Keith Mitchell, Premierzy Grenady (1995–2008)

- Grenlandia (autonomiczne terytorium Królestwa Danii)
  - Wysoki komisarz – Søren Hald Møller, Wysocy komisarze Grenlandii (2005–2011)
  - Premier – Hans Enoksen, Premierzy Grenlandii (2002–2009)

- Gwadelupa (departament zamorski Francji)
  - Prefekt –
    1. Paul Girot de Langlade, Prefekci Gwadelupy (2004–2006)
    2. Jean-Jacques Brot, Prefekci Gwadelupy (2006–2007)

  - Przewodniczący Rady Generalnej – Jacques Gillot, Przewodniczący Rady Generalnej Gwadelupy (2001–2015)
  - Przewodniczący Rady Regionalnej – Victorin Lurel, Przewodniczący Rady Regionalnej Gwadelupy (2004–2012)

- Gwatemala
  - Prezydent – Óscar Berger Perdomo, Prezydenci Gwatemali (2004–2008)

- Haiti
  - Prezydent –
    1. Boniface Alexandre, tymczasowy prezydent Haiti (2004–2006)
    2. René Préval, Prezydenci Haiti (2006–2011)

  - Premier –
    1. Gérard Latortue, Premierzy Haiti (2004–2006)
    2. Jacques-Édouard Alexis, Premierzy Haiti (2006–2008)

- Honduras
  - Prezydent –
    1. Ricardo Maduro, Prezydenci Hondurasu (2002–2006)
    2. Manuel Zelaya, Prezydenci Hondurasu (2006–2009)

- Jamajka
  - Król – Elżbieta II, Królowie Jamajki (1962–2022)
  - Gubernator generalny –
    1. Howard Cooke, Gubernatorzy generalni Jamajki (1991–2006)
    2. Kenneth Hall, Gubernatorzy generalni Jamajki (2006–2009)

  - Premier –
    1. Percival James Patterson, Premierzy Jamajki (1992–2006)
    2. Portia Simpson-Miller, Premierzy Jamajki (2006–2007)

- Kanada
  - Król – Elżbieta II, Królowie Kanady (1952–2022)
  - Gubernator generalny – Michaëlle Jean, Gubernatorzy generalni Kanady (2005–2010)
  - Premier –
    1. Paul Martin, Premierzy Kanady (2003–2006)
    2. Stephen Harper, Premierzy Kanady (2006–2015)

- Kajmany (terytorium zamorskie Wielkiej Brytanii)
  - Gubernator – Stuart Jack, Gubernatorzy Kajmanów (2005–2009)
  - Szef rządu – Kurt Tibbetts, Szefowie rządu Kajmanów (2005–2009)

- Kostaryka
  - Prezydent –
    1. Abel Pacheco, Prezydenci Kostaryki (2002–2006)
    2. Óscar Arias Sánchez, Prezydenci Kostaryki (2006–2010)

- Kuba
  - Szef partii komunistycznej – Fidel Castro, Pierwszy sekretarz Komunistycznej Partii Kuby (1965–2011)
  - Przewodniczący Rady Państwa – Fidel Castro, Przewodniczący Rady Państwa Republiki Kuby (1976–2008)
  - Premier – Fidel Castro, Premierzy Kuby (1959–2008)

- Martynika (departament zamorski Francji)
  - Prefekt – Yves Dassonville, Prefekci Martyniki (2004–2007)
  - Przewodniczący Rady Generalnej – Claude Lise, Przewodniczący Rady Generalnej Martyniki (1992–2011)
  - Przewodniczący Rady Regionalnej – Alfred Marie-Jeanne, Przewodniczący Rady Regionalnej Martyniki (1998–2010)

- Meksyk
  - Prezydent –
    1. Vicente Fox Quesada, Prezydenci Meksyku (2000–2006)
    2. Felipe Calderón, Prezydenci Meksyku (2006–2012)

- Montserrat (terytorium zamorskie Wielkiej Brytanii)
  - Gubernator – Deborah Barnes-Jones, Gubernatorzy Montserratu (2004–2007)
  - Szef ministrów –
    1. John Osborne, Szefowie ministrów Montserratu (2001–2006)
    2. Lowell Lewis, Szefowie ministrów Montserratu (2006–2009)

- Nikaragua
  - Prezydent – Enrique Bolaños, Prezydenci Nikaragui (2002–2007)

- Panama
  - Prezydent – Martín Torrijos, Prezydenci Panamy (2004–2009)

- Saint Kitts i Nevis
  - Król – Elżbieta II, Królowie Saint Kitts i Nevis (1983–2022)
  - Gubernator generalny – Cuthbert Sebastian, Gubernatorzy generalni Saint Kitts i Nevis (1996–2013)
  - Premier – Denzil Douglas, Premierzy Saint Kitts i Nevis (1995–2015)

- Saint Lucia
  - Król – Elżbieta II, Królowie Saint Lucia (1979–2022)
  - Gubernator generalny – Pearlette Louisy, Gubernatorzy generalni Saint Lucia (1997–2017)
  - Premier –
    1. Kenny Anthony, Premierzy Saint Lucia (1997–2006)
    2. John Compton, Premierzy Saint Lucia (2006–2007)

- Saint-Pierre i Miquelon (wspólnota zamorska Francji)
  - Prefekt –
    1. Albert Dupuy, Prefekci Saint-Pierre i Miquelon (2005–2006)
    2. Yves Fauqueur, Prefekci Saint-Pierre i Miquelon (2006–2008)

  - Przewodniczący Rady Generalnej –
    1. Paul Jaccachury, P.o. przewodniczącego Rady Generalnej Saint-Pierre i Miquelon (2005–2006)
    2. Charles Dodeman, Przewodniczący Rady Generalnej Saint-Pierre i Miquelon (2006)
    3. Stéphane Artano, Przewodniczący Rady Generalnej Saint-Pierre i Miquelon (od 2006)

- Saint Vincent i Grenadyny
  - Król – Elżbieta II, Królowie Saint Vincent i Grenadyn (1979–2022)
  - Gubernator generalny – Frederick Ballantyne, Gubernatorzy generalni Saint Vincent i Grenadyn (2002–2019)
  - Premier – Ralph Gonsalves, Premierzy Saint Vincent i Grenadyn (od 2001)

- Salwador
  - Prezydent – Antonio Saca, Prezydenci Salwadoru (2004–2009)

- Stany Zjednoczone
  - Prezydent – George Walker Bush, Prezydenci Stanów Zjednoczonych (2001–2009)
  -  Portoryko (Terytorium zorganizowane o statusie wspólnoty Stanów Zjednoczonych Ameryki)
    - Gubernator – Aníbal Acevedo Vilá, Gubernatorzy Portoryko (2005–2009)

  -  Wyspy Dziewicze Stanów Zjednoczonych (Nieinkorporowane terytorium zorganizowane Stanów Zjednoczonych Ameryki)
    - Gubernator – Charles Wesley Turnbull, Gubernatorzy Wysp Dziewiczych Stanów Zjednoczonych (1999–2007)

- Trynidad i Tobago
  - Prezydent – George Maxwell Richards, Prezydenci Trynidadu i Tobago (2003–2013)
  - Premier – Patrick Manning, Premierzy Trynidadu i Tobago (2001–2010)

- Turks i Caicos (terytorium zamorskie Wielkiej Brytanii)
  - Gubernator – Richard Tauwhare, Gubernatorzy Turks i Caicos (2005–2008)

## Ameryka Południowa
- Argentyna
  - Prezydent – Néstor Kirchner, prezydenci Argentyny (2003–2007)

- Boliwia
  - Prezydent –
    1. Eduardo Rodríguez Veltzé, Prezydenci Boliwii (2005–2006)
    2. Evo Morales, Prezydenci Boliwii (2006–2019)

- Brazylia
  - Prezydent – Luiz Inácio Lula da Silva, Prezydenci Brazylii (2003–2011)

- Chile
  - Prezydent –
    1. Ricardo Lagos, Prezydenci Chile (2000–2006)
    2. Michelle Bachelet, Prezydenci Chile (2006–2010)

- Ekwador
  - Prezydent – Alfredo Palacio, Prezydenci Ekwadoru (2005–2007)

- Falklandy (terytorium zamorskie Wielkiej Brytanii)
  - Gubernator –
    1. Howard John Stredder Pearce, Gubernatorzy Falklandów (2002–2006)
    2. Harriet Hall, P.o. gubernatora Falklandów (2006)
    3. Alan Huckle, Gubernatorzy Falklandów (2006–2010)

  - Szef Rady Wykonawczej – Chris John Simpkins, Szefowie Rady Wykonawczej Falklandów (2003–2007)

- Georgia Południowa i Sandwich Południowy (terytorium zamorskie Wielkiej Brytanii)
  - Komisarz –
    1. Howard John Stredder Pearce, Komisarze Georgii Południowej i Sandwicha Południowego (2002–2006)
    2. Harriet Hall, P.o. komisarza Georgii Południowej i Sandwicha Południowego (2006)
    3. Alan Huckle, Komisarze Georgii Południowej i Sandwicha Południowego (2006–2010)

- Gujana
  - Prezydent – Bharrat Jagdeo, Prezydenci Gujany (1999–2011)
  - Premier – Samuel Hinds, Premierzy Gujany (1999–2015)

- Gujana Francuska (departament zamorski Francji)
  - Prefekt –
    1. Ange Mancini, Prefekci Gujany Francuskiej (2002–2006)
    2. Jean-Pierre Laflaquière, Prefekci Gujany Francuskiej (2006–2009)

  - Przewodniczący Rady Generalnej – Pierre Désert, Przewodniczący Rady Generalnej Gujany Francuskiej (2004–2008)
  - Przewodniczący Rady Regionalnej – Antoine Karam, Przewodniczący Rady Regionalnej Gujany Francuskiej (1992–2010)

- Kolumbia
  - Prezydent – Álvaro Uribe, prezydenci Kolumbii (2002–2010)

- Paragwaj
  - Prezydent – Nicanor Duarte Frutos, Prezydenci Paragwaju (2003–2008)

- Peru
  - Prezydent –
    1. Alejandro Toledo, prezydenci Peru (2001–2006)
    2. Alan García Pérez, prezydenci Peru (2006–2011)

  - Premier –
    1. Pedro Pablo Kuczynski, Premierzy Peru (2005–2006)
    2. Jorge del Castillo, Premierzy Peru (2006–2008)

- Surinam
  - Prezydent – Ronald Venetiaan, Prezydenci Surinamu (2000–2010)

- Urugwaj
  - Prezydent – Tabaré Vázquez, Prezydenci Urugwaju (2005–2010)

- Wenezuela  Wenezuela
  - Prezydent – Hugo Chávez, Prezydenci Wenezueli (2002–2013)

## Australia i Oceania
- Australia
  - Król – Elżbieta II, Królowie Australii (1952–2022)
  - Gubernator generalny – Michael Jeffery, Gubernatorzy generalni Australii (2003–2008)
  - Premier – John Howard, Premierzy Australii (1996–2007)
  -  Wyspa Bożego Narodzenia (terytorium zewnętrzne Australii)
    - Administrator – Neil Lucas, Administratorzy Wyspy Bożego Narodzenia (2006–2008) od 30 stycznia
    - Przewodniczący Rady – Gordon Thomson, Przewodniczący Rady Wyspy Bożego Narodzenia (2003–2011)

  -  Wyspy Kokosowe (terytorium zewnętrzne Australii)
    - Administrator – Neil Lucas, Administratorzy Wysp Kokosowych (2006–2008) od 30 stycznia
    - Przewodniczący Rady – Ronald „Ron” Grant, Przewodniczący Rady Wysp Kokosowych (2001–2007)

  -  Norfolk (terytorium zewnętrzne Australii)
    - Administrator – Grant Tambling, Administratorzy Norfolku (2003–2007)
    - Szef ministrów –
      1. Geoffrey Robert Gardner, Szefowie ministrów Norfolku (2001–2006)
      2. David Buffett, Szefowie ministrów Norfolku (2006–2007)

- Fidżi
  - Prezydent –
    1. Josefa Iloilo, Prezydenci Fidżi (2000–2009)
    2. Frank Bainimarama, P.o. prezydenta Fidżi (2006–2007) w zastępstwie J. Ilolo

  - Premier –
    1. Laisenia Qarase, Premierzy Fidżi (2001–2006)
    2. Jona Senilagakali, P.o. premiera Fidżi (2006–2007)

- Guam (nieinkorporowane terytorium zorganizowane Stanów Zjednoczonych Ameryki)
  - Gubernator – Felix Perez Camacho, Gubernatorzy Guamu (2003–2011)

- Kiribati
  - Prezydent – Anote Tong, Prezydenci Kiribati (2003–2016)

- Mariany Północne (nieinkorporowane terytorium zorganizowane Stanów Zjednoczonych Ameryki)
  - Gubernator –
    1. Juan Babauta, Gubernatorzy Marianów Północnych (2002–2006)
    2. Benigno Repeki Fitial, Gubernatorzy Marianów Północnych (2006–2013)

- Mikronezja
  - Prezydent – Joseph Urusemal, Prezydenci Mikronezji (2003–2007)

- Nauru
  - Prezydent – Ludwig Scotty, Prezydenci Nauru (2004–2007)

- Nowa Kaledonia (wspólnota sui generis Francji)
  - Wysoki komisarz – Michel Mathieu, Wysocy Komisarze Nowej Kaledonii (2005–2007)
  - Przewodniczący rządu – Marie-Noëlle Thémereau, Przewodniczący rządu Nowej Kaledonii (2004–2007)

- Nowa Zelandia
  - Król – Elżbieta II, Królowie Nowej Zelandii (1952–2022)
  - Gubernator generalny –
    1. Silvia Cartwright, Gubernatorzy generalni Nowej Zelandii (2001–2006)
    2. Sian Elias, administrator (2006)
    3. Anand Satyanand, Gubernatorzy generalni Nowej Zelandii (2006–2011)

  - Premier – Helen Clark, Premierzy Nowej Zelandii (1999–2008)
  -  Wyspy Cooka (terytorium stowarzyszone Nowej Zelandii)
    - Wysoki Komisarz – John Bryan, Wysocy Komisarze Wysp Cooka (2005–2008)
    - Przedstawiciel Królowej – Frederick Tutu Goodwin, Przedstawiciele Królowej na Wyspach Cooka (2001–2013)
    - Premier – Jim Marurai, Premierzy Wysp Cooka (2004–2010)

  -  Niue (terytorium stowarzyszone Nowej Zelandii)
    - Wysoki Komisarz –
      1. Kurt Meyer, P.o. wysokiego komisarza Niue (2005–2006)
      2. Anton Ojala, Wysocy Komisarze Niue (2006–2008)

    - Premier – Mititaiagimene Young Vivian, Premierzy Niue (2002–2008)

  -  Tokelau (terytorium zależne Nowej Zelandii)
    - Administrator –
      1. Neil Walter, Administratorzy Tokelau (2003–2006)
      2. David Payton, Administratorzy Tokelau (2006–2009)

    - Szef rządu –
      1. Pio Tuia, Szefowie rządu Tokelau (2005–2006)
      2. Kolouei O’Brien, Szefowie rządu Tokelau (2006–2007)

- Palau
  - Prezydent – Tommy Remengesau, Prezydenci Palau (2001–2009)

- Papua-Nowa Gwinea
  - Król – Elżbieta II, Królowie Papui-Nowej Gwinei (1975–2022)
  - Gubernator generalny – Paulias Matane, Gubernatorzy generalni Papui-Nowej Gwinei (2004–2010)
  - Premier – Michael Somare, Premierzy Papui-Nowej Gwinei (2002–2011)

- Pitcairn (terytorium zamorskie Wielkiej Brytanii)
  - Gubernator –
    1. Richard Fell, Gubernatorzy Pitcairn (2001–2006)
    2. George Fergusson, Gubernatorzy Pitcairn (2006–2010)

  - Burmistrz – Jay Warren, Burmistrzowie Pitcairn (2005–2007)

- Polinezja Francuska (wspólnota zamorska Francji)
  - Wysoki Komisarz – Anne Boquet, Wysocy komisarze Polinezji Francuskiej (2005–2008)
  - Prezydent –
    1. Oscar Temaru, Prezydenci Polinezji Francuskiej (2005–2006)
    2. Gaston Tong Sang, Prezydenci Polinezji Francuskiej (2006–2007)

- Samoa
  - Głowa państwa – Malietoa Tanumafili II, O le Ao o le Malo Samoa (1962–2007)
  - Premier – Tuilaʻepa Sailele Malielegaoi, Premierzy Samoa (od 1998)

- Samoa Amerykańskie (nieinkorporowane terytorium niezorganizowane Stanów Zjednoczonych Ameryki)
  - Gubernator – Togiola Tulafono, Gubernatorzy Samoa Amerykańskiego (2003–2013)

- Tonga
  - Król –
    1. Taufaʻahau Tupou IV, Królowie Tonga (1965–2006)
    2. Jerzy Tupou V, Królowie Tonga (2006–2012)

  - Premier –
    1. ʻAhoʻeitu ʻUnuakiʻotonga Tukuʻaho, Premierzy Tonga (2000–2006)
    2. Feleti Sevele, Premierzy Tonga (2006–2010)

- Tuvalu
  - Król – Elżbieta II, Królowie Tuvalu (1978–2022)
  - Gubernator generalny – Filoimea Telito, Gubernatorzy generalni Tuvalu (2005–2010)
  - Premier –
    1. Maatia Toafa, Premierzy Tuvalu (2004–2006)
    2. Apisai Ielemia, Premierzy Tuvalu (2006–2010)

- Vanuatu
  - Prezydent – Kalkot Mataskelekele, Prezydenci Vanuatu (2004–2009)
  - Premier – Ham Lini, Premierzy Vanuatu (2004–2008)

- Wallis i Futuna (wspólnota zamorska Francji)
  - Administrator –
    1. Xavier de Furst, Administratorzy Wallis i Futuny (2005–2006)
    2. Richard Didier, Administratorzy Wallis i Futuny (2006–2008)

  - Przewodniczący Zgromadzenia Terytorialnego – Emeni Simete, Przewodniczący Zgromadzenia Terytorialnego Wallis i Futuny (2005–2007)

- Wyspy Marshalla
  - Prezydent – Kessai Note, Prezydenci Wysp Marshalla (2000–2008)

- Wyspy Salomona
  - Król – Elżbieta II, Królowie Wysp Salomona (1978–2022)
  - Gubernator generalny – Nathaniel Waena, Gubernatorzy generalni Wysp Salomona (2004–2009)
  - Premier –
    1. Allan Kemakeza, Premierzy Wysp Salomona (2001–2006)
    2. Snyder Rini, Premierzy Wysp Salomona (2006)
    3. Manasseh Sogavare, Premierzy Wysp Salomona (2006–2007)